# Vera Schwarz (Sängerin)

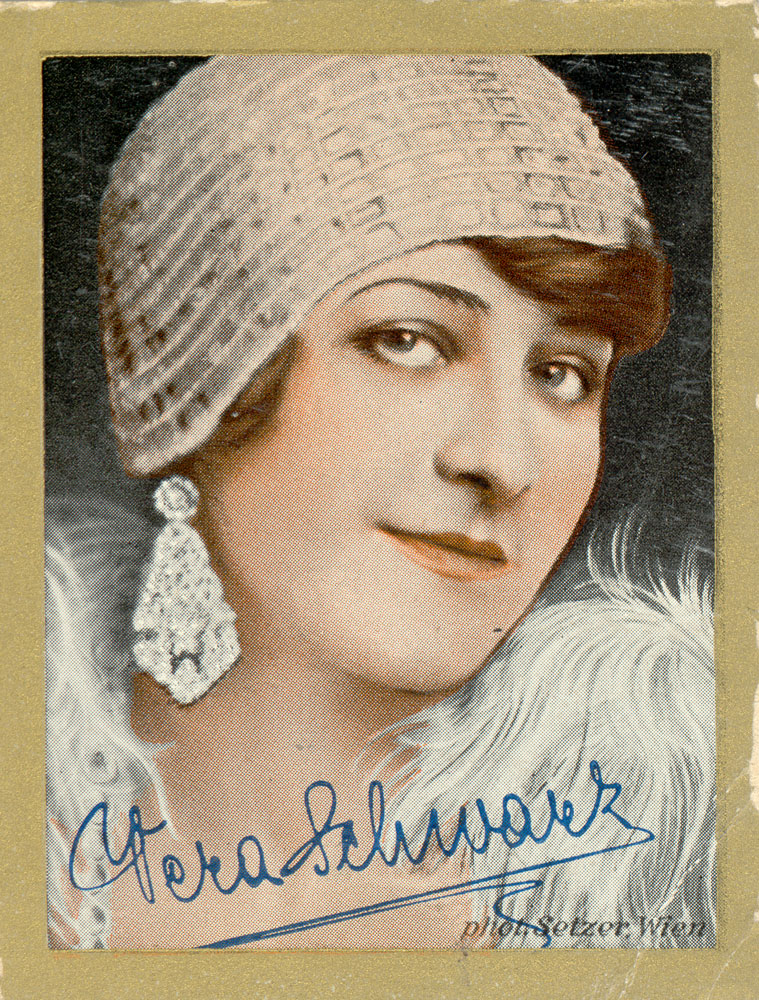
Vera Schwarz um 1932

Vera Schwarz (* 10. Juli 1889 in Agram, Kroatien, Österreich-Ungarn; † 3. Dezember 1964 in Pressbaum, Niederösterreich) war eine österreichische Operetten- und Opernsängerin (Sopran) sowie Gesangspädagogin.

## Leben

### Ausbildung, Debüt und erste Erfolge
Vera Schwarz’ Vater, der ungarische Luftschiffkonstrukteur David Schwarz (1850–1897), starb früh; ihre Mutter Melanie (geb. Kaufmann, 1858–1939) förderte intensiv die musikalische Ausbildung und später auch die Karriere ihrer Tochter.
Mit 14 Jahren ging Vera Schwarz nach Wien, um sich bei Theodor Leschetizky als Pianistin ausbilden zu lassen. Durch einen Zufall wurde ihre Stimme entdeckt und sie studierte daraufhin am Wiener Konservatorium Gesang bei dem finnischen Bariton Filip (Philipp) Forstén (1852–1932).
Am 28. September 1908 debütierte sie als Freda in der Operette Waldmeister von Johann Strauss (Sohn) am Theater an der Wien. Ihr Partner war Karl Streitmann, der Dirigent Robert Stolz.
Nachdem sie während der Sommersaison 1909 in Karlsruhe am Stadtgarten-Theater gesungen hatte, wechselte sie ab September 1909 als erste Operetten-Sängerin an das Stadt-Theater Graz. Hier hatte sie mit Partien wie der Suza im Rastelbinder (Lehár) oder der Alice in Die Dollarprinzessin (Fall) gute Erfolge.
Zurück in Wien sang sie von Oktober 1911 bis Juli 1912 am Johann Strauß-Theater – als Partnerin von Alexander Girardi und alternierend mit Betty Myra – die Partie der Tänzerin Rositta in den 200 en-suite Vorstellungen der Operette Heimliche Liebe von Paul Ottenheimer.
In den Sommerspielzeiten von 1912 bis 1914 war sie Gast am Stadttheater von Karlsbad (Böhmen).
Im September 1912 begann eine einjährige Tätigkeit in Berlin an Montis Operetten-Theater, einer mit dem Theater des Westens verbundenen Bühne.
Der Erfolg in der anspruchsvollen Partie der Rosalinde (Die Fledermaus) in einer Benefizvorstellung im Dezember 1914 bestätigte Schwarz darin, eine Opernkarriere zu beginnen. Nach weiteren Studien bei F. Forstén debütierte sie im September 1915 als Elsa im Lohengrin am Stadttheater Hamburg. Diesem Haus blieb sie bis zum Ende der Spielzeit 1918/19 verbunden.
Von 1919 bis 1923 gehörte Vera Schwarz zum Ensemble der Berliner Staatsoper Unter den Linden. Auch hier war ihre Antrittsrolle die Elsa (September 1919). An der Staatsoper sang sie – jeweils unter Leitung von Leo Blech – in den Erstaufführungen von Susannens Geheimnis (Dezember 1919), Ritter Blaubart (Reznicek, Oktober 1920), Tosca (Oktober 1921), Der Schatzgräber (April 1922) sowie in der Operette Die Strohwitwe (Blech, Juli 1920).
Im Frühjahr 1920 übernahm sie in dem Stummfilm Figaros Hochzeit die Rolle der Gräfin.
Ein Gastspiel als Tosca führte sie im Februar 1921 erstmals an die Wiener Staatsoper. Weitere, überaus erfolgreiche Auftritte folgten, so dass ihr Gastspielvertrag 1924 in ein festes Engagement mit mindestens 30 Abenden pro Saison umgewandelt wurde.
Besonders häufig war Schwarz dort zu sehen als Tosca (32 Vorstellungen), Octavian im Rosenkavalier (24 Vorstellungen), Aida (23 Vorstellungen), als Carmen, Rosalinde in der Fledermaus, aber auch als ägyptische Helena, Marietta in der Toten Stadt oder als Sängerin Anita in Jonny spielt auf, wobei sie auch mit ihrer glänzenden Darstellung Aufsehen erregte.
Als Gast sang sie in Budapest (1921–1927), Prag (La Juive (Rachel) und Tosca, 1922 sowie Die tote Stadt, 1923), München (Paganini, 1927 und Die ägyptische Helena, 1928), London, Amsterdam und Paris (1928 Tosca an der Opéra-Comique). Im August 1929 war sie bei den Salzburger Festspielen der Octavian im Rosenkavalier (Dirigent: Clemens Krauss).
Im September 1929 löste sie ihren Wiener Vertrag zum Ende der Spielzeit auf, um sich wieder verstärkt der – damals gut bezahlten – Operette zu widmen.
Bereits im März 1921 hatte Vera Schwarz großen Erfolg in der Berliner Erstaufführung der Blauen Mazur von Franz Lehár am Metropol-Theater gehabt. Einer breiten Öffentlichkeit wurde sie dann als Partnerin von Richard Tauber in zwei weiteren Lehár-Operetten bekannt: im Januar 1926 verhalf das Duo Schwarz/Tauber der Operette Paganini mit der umjubelten Berliner Premiere zum endgültigen Durchbruch und im Oktober 1929 war sie die Lisa in der Uraufführung von Das Land des Lächelns am Berliner Metropol-Theater, eine Partie, in der sie über 600 Mal aufgetreten ist, zumeist mit Tauber.
Zwischen 1929 und 1932 war sie zeitweise Ensemblemitglied des Metropol-Theaters, von 1931 bis 1933 war sie nochmals an der Staatsoper Unter den Linden verpflichtet. Hier sang sie in den Premieren von Spiel oder Ernst (Reznicek) / Die Verlobung bei der Laterne (Offenbach, Dezember 1930), Der Zigeunerbaron (Juni 1931), Die ägyptische Helena (Juni 1931) und Wiener Blut (Juni 1932).

### Rückzug nach Wien und Flucht aus Europa
Ab 1919 hatte Vera Schwarz ihren ständigen Wohnsitz am Kurfürstendamm in Berlin-Charlottenburg, 1933 musste sie aufgrund ihrer jüdischen Abstammung Nazi-Deutschland verlassen und nach Wien zurückkehren, wo sie ab März 1934 als ständiger Gast wieder an der Staatsoper tätig war. Daneben hatte sie zahlreiche Gastauftritte beim Rundfunk, an anderen österreichischen Bühnen, in Budapest und am Nationaltheater Belgrad. 1935 wirkte sie an der Staatsoper in Wien in der Uraufführung der Oper Die Dame im Traum von Franz Salmhofer mit. Ihre letzte Vorstellung gab sie dort am 23. Februar 1938 als Lisa in Das Land des Lächelns, wiederum mit Richard Tauber.
Wenige Wochen später, nach dem „Anschluss“ im März 1938, musste Vera Schwarz dann auch aus Österreich fliehen. Sie emigrierte zunächst nach England, wo sie von Mai bis Juli 1938 bei den Festspielen von Glyndebourne als Lady Macbeth in Macbeth auftrat (Dirigent: Fritz Busch, Regie: Carl Ebert). Ab Dezember 1938 lebte sie in den Vereinigten Staaten, wo sie, oft in Tosca, bei Opernaufführungen in New York (unter Ernö Rapée), Chicago (mit der Chicago Opera Company/San Carlo Opera Company) und Kalifornien auftrat, aber überwiegend nur mehr als Konzertsängerin tätig war. Einen ihrer letzten Auftritte hatte sie in einem Richard-Tauber-Gedenkkonzert im Februar 1948 im New Yorker Barbizon-Plaza Theatre.
In den USA entwickelte sich Schwarz zu einer gefragten Gesangspädagogin. Sie arbeitete zunächst für Metro-Goldwyn-Mayer und unterrichtete Schauspieler wie Nelson Eddy, Jeanette MacDonald und Ilona Massey. Zudem führte sie ein eigenes Gesangsstudio in Hollywood, das sie später nach New York/Manhattan verlegte. Zu ihren Schülern gehörten Hilde Güden, Patrice Munsel, Marni Nixon, Risë Stevens und John van Kesteren.
1946 wurde Vera Schwarz amerikanische Staatsbürgerin.

### Nach dem Ende des 2. Weltkrieges
Ab 1948 besuchte Schwarz jährlich Europa. Sie gab Meisterklassen in Wien und seit 1952 an der Sommerakademie des Salzburger Mozarteums, aber auch im Musikstudio des österreichischen Pavillons auf der Expo 58 in Brüssel.
Seit 1962 lebte sie wieder ständig in Wien. Vera Schwarz starb 1964 an Herzschwäche während eines Aufenthalts im „Sanatorium Rekawinkel“ in Pressbaum. Ihr Grab befindet sich im Urnenhain der Feuerhalle Simmering (Abt. MH, Nr. 359).

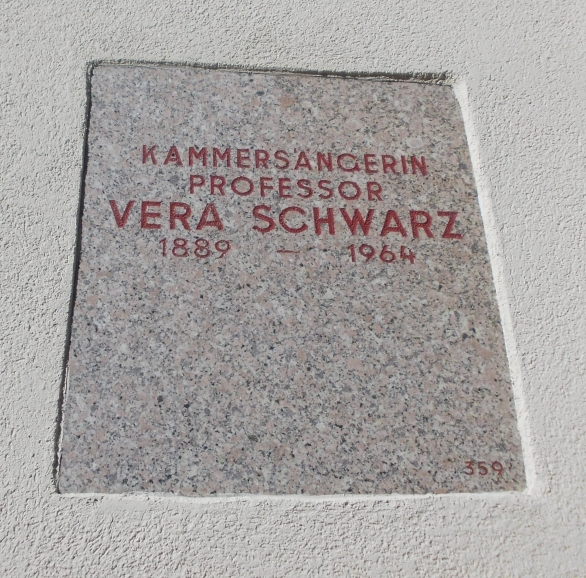
Grabstätte von Vera Schwarz

### Ehrungen und Rezeption
Anfang der 1920er Jahre wurde sie mit dem Titel einer Kammersängerin ausgezeichnet, Ende 1959 vom österreichischen Bundespräsidenten mit dem Ehrentitel „Professor“.
Im Jahr 2011 wurde in Wien-Liesing (23. Bezirk) die Vera-Schwarz-Gasse nach ihr benannt.
Die Sängerin wurde von Zeitgenossen wegen ihres lyrischen Soprans gelobt, der mit einer leichten, aber tragenden Stimme, eine „wunderbare Ergänzung“ zu Richard Tauber war.

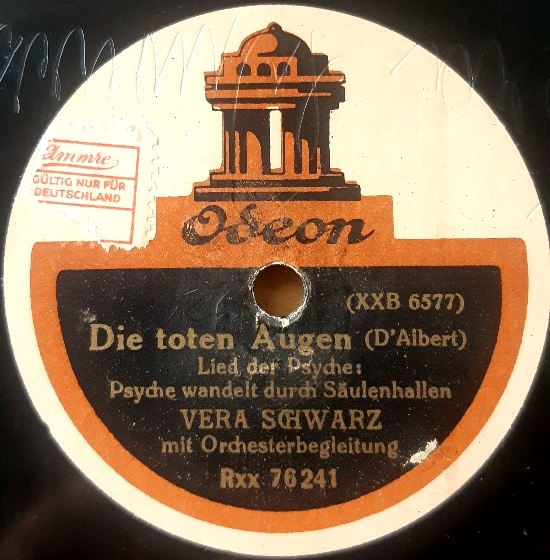
Schallplatte von Vera Schwarz (Berlin 1921)

## Tondokumente
Die ersten Schallplatten von Vera Schwarz entstanden bereits 1911 in Wien bei Gramophone (u. a. ein Duett mit Alexander Girardi), dann machte sie Aufnahmen für Grammophon (Berlin 1919–26), Odeon (Berlin 1920–32) und Homocord (Berlin 1928).
Wiederveröffentlichungen:
- Richard Tauber – Vera Schwarz singen beliebte Operetten- und Filmmelodien. Electrola/Dacapo 1C 147-29137/38. Köln ca. 1971 (2 LPs, Aufnahmen von 1924–1931)
- Vera Schwarz. Preiser Records/Lebendige Vergangenheit LV 24. Wien 1979 (LP, Opernarien und -duette, Aufnahmen von 1920–1930)
- Vera Schwarz. Preiser Records/Lebendige Vergangenheit 89708. Wien 2008 (CD, Opernarien und -duette, Aufnahmen von 1919–1923).